# Le Sap-André
Pour les articles homonymes, voir Sap et André.
Le Sap-André est une commune française, située dans le département de l'Orne en région Normandie, peuplée de 125 habitants.

## Géographie

### Hydrographie
La commune est située dans le bassin Seine-Normandie. Elle est drainée par la Guiel.
La Guiel, d'une longueur de 24 km, prend sa source dans la commune de La Trinité-des-Laitiers et se jette  dans la Charentonne à La Trinité-de-Réville, après avoir traversé huit communes. 

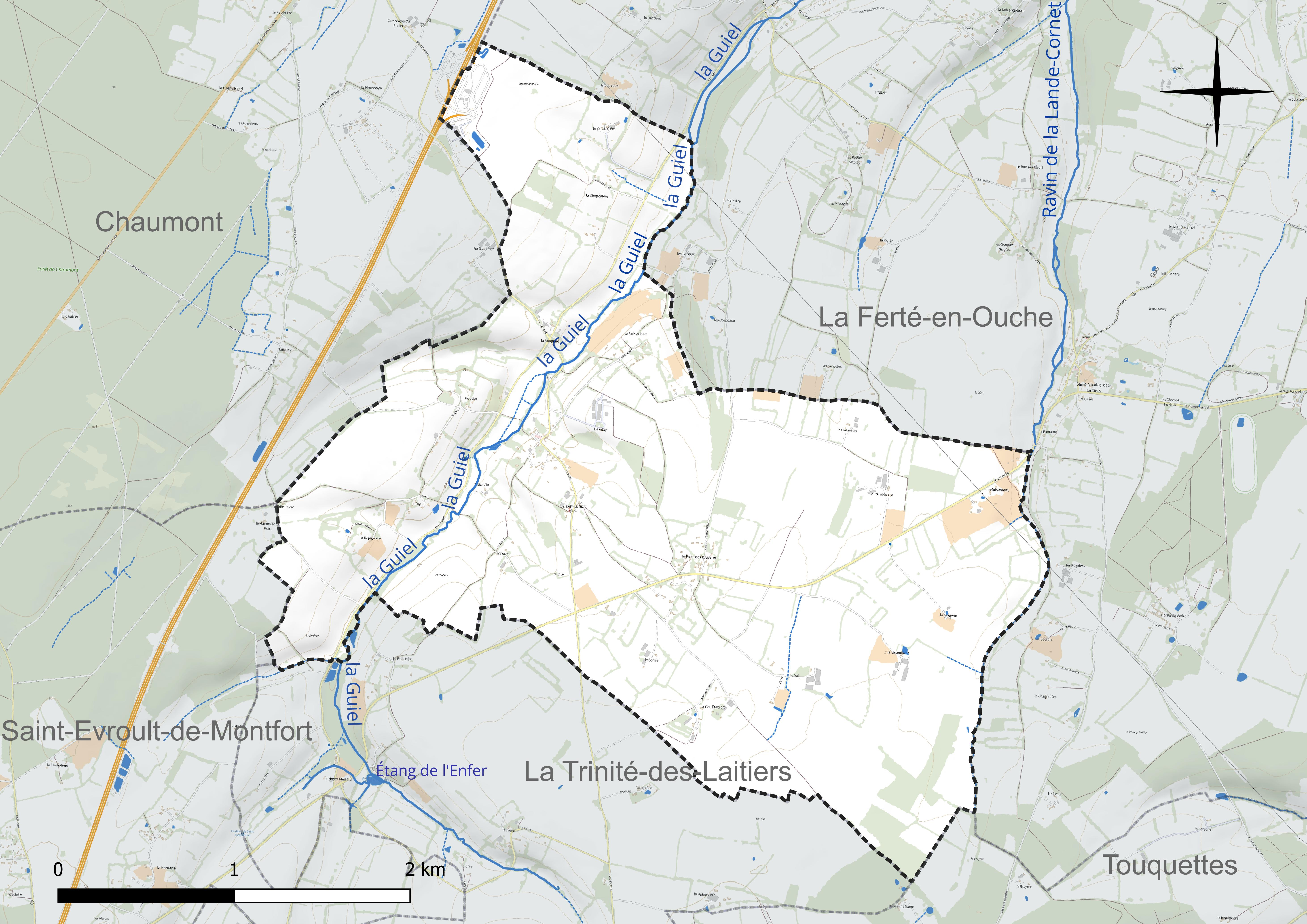
Réseau hydrographique du Sap-André.

### Climat
Pour des articles plus généraux, voir Climat de la Normandie et Climat de l'Orne.
En 2010, le climat de la commune est de type climat océanique dégradé des plaines du Centre et du Nord, selon une étude du CNRS s'appuyant sur une série de données couvrant la période 1971-2000. En 2020, Météo-France publie une typologie des climats de la France métropolitaine dans laquelle la commune est dans une zone de transition entre le climat océanique et le climat océanique altéré et est dans la région climatique Normandie (Cotentin, Orne), caractérisée par une pluviométrie relativement élevée (850 mm/a) et un été frais (15,5 °C) et venté. Parallèlement le GIEC normand, un groupe régional d’experts sur le climat, différencie quant à lui, dans une étude de 2020, trois grands types de climats pour la région Normandie, nuancés à une échelle plus fine par les facteurs géographiques locaux. La commune est, selon ce zonage, exposée à un « climat contrasté des collines », correspondant au Pays d'Ouche et au Perche et bénéficiant d’un caractère continental affirmé avec des précipitations atténuées et des amplitudes thermiques fortes.
Pour la période 1971-2000, la température annuelle moyenne est de 9,7 °C, avec une amplitude thermique annuelle de 13,9 °C. Le cumul annuel moyen de précipitations est de 817 mm, avec 13 jours de précipitations en janvier et 8,3 jours en juillet. Pour la période 1991-2020, la température moyenne annuelle observée sur la station météorologique la plus proche, située sur la commune de La Ferté-en-Ouche à 10 km à vol d'oiseau, est de 10,6 °C et le cumul annuel moyen de précipitations est de 797,5 mm,. Pour l'avenir, les paramètres climatiques de la commune estimés pour 2050 selon différents scénarios d’émission de gaz à effet de serre sont consultables sur un site dédié publié par Météo-France en novembre 2022.

## Urbanisme

### Typologie
Au 1er janvier 2024, Le Sap-André est catégorisée commune rurale à habitat très dispersé, selon la nouvelle grille communale de densité à sept niveaux définie par l'Insee en 2022.
Elle est située hors unité urbaine et hors attraction des villes,.

### Occupation des sols
L'occupation des sols de la commune, telle qu'elle ressort de la base de données européenne d’occupation biophysique des sols Corine Land Cover (CLC), est marquée par l'importance des territoires agricoles (97,5 % en 2018), une proportion sensiblement équivalente à celle de 1990 (98,2 %). La répartition détaillée en 2018 est la suivante : 
terres arables (45,6 %), prairies (42,1 %), zones agricoles hétérogènes (9,8 %), forêts (1,8 %), zones industrielles ou commerciales et réseaux de communication (0,7 %). L'évolution de l’occupation des sols de la commune et de ses infrastructures peut être observée sur les différentes représentations cartographiques du territoire : la carte de Cassini (XVIIIe siècle), la carte d'état-major (1820-1866) et les cartes ou photos aériennes de l'IGN pour la période actuelle (1950 à aujourd'hui).

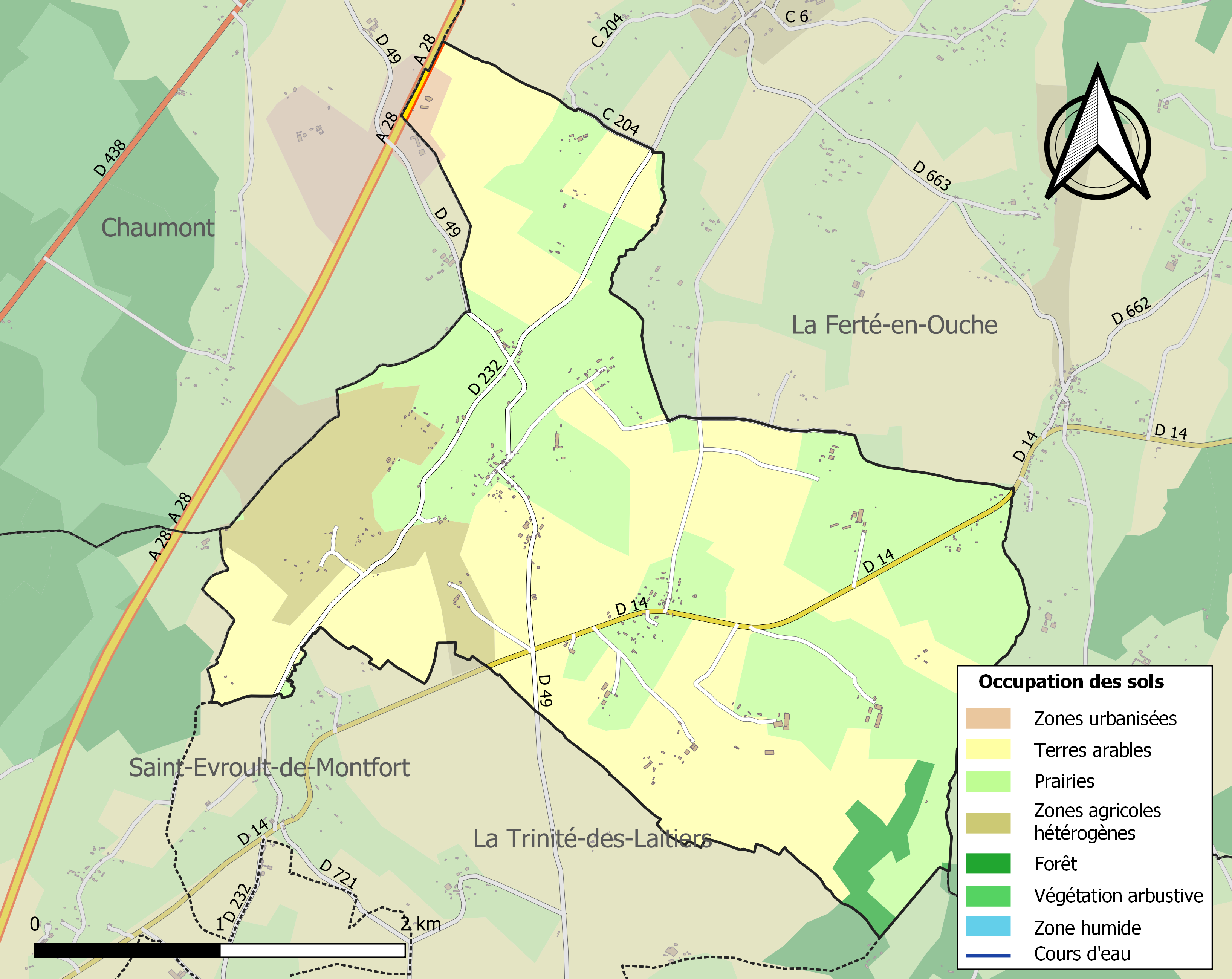
Carte des infrastructures et de l'occupation des sols de la commune en 2018 (CLC).

## Hydrographie
La commune est traversée par la Guiel.

## Toponymie
Le nom de la localité est attesté sous la forme Sappo Andree en 1050, Le Sapandré en 1793, Le Sap-André en 1801.
Le toponyme est issu de l'ancien français sap, « sapin ». Le sapin pectiné, plus localement sap, y serait présent depuis le dernier âge glaciaire d'après les botanistes.

## Histoire
Il y avait dans la localité un château féodal, au moins depuis le milieu du XIIe siècle, qui était à l'époque du duc Henri la possession de Robert de Leicester († 1168).

## Politique et administration
| Période                                  | Période | Identité         | Étiquette | Qualité                         |
| ---------------------------------------- | ------- | ---------------- | --------- | ------------------------------- |
| 1995                                     |         | Alain Lamperière | SE        | Entrepreneur de travaux publics |
| Les données manquantes sont à compléter. |         |                  |           |                                 |

Le conseil municipal est composé de onze membres et deux adjoints.

## Démographie
L'évolution du nombre d'habitants est connue à travers les recensements de la population effectués dans la commune depuis 1793. Pour les communes de moins de 10 000 habitants, une enquête de recensement portant sur toute la population est réalisée tous les cinq ans, les populations de référence des années intermédiaires étant quant à elles estimées par interpolation ou extrapolation. Pour la commune, le premier recensement exhaustif entrant dans le cadre du nouveau dispositif a été réalisé en 2008.
En 2022, la commune comptait 125 habitants, en évolution de +8,7 % par rapport à 2016 (Orne : −3,21 %, France hors Mayotte : +2,11 %).
| 1793 | 1800 | 1806 | 1821 | 1836 | 1841 | 1846 | 1851 | 1856 |
| ---- | ---- | ---- | ---- | ---- | ---- | ---- | ---- | ---- |
| 492  | 453  | 512  | 429  | 413  | 394  | 376  | 375  | 323  |

| 1861 | 1866 | 1872 | 1876 | 1881 | 1886 | 1891 | 1896 | 1901 |
| ---- | ---- | ---- | ---- | ---- | ---- | ---- | ---- | ---- |
| 331  | 306  | 287  | 287  | 279  | 254  | 256  | 276  | 231  |

| 1906 | 1911 | 1921 | 1926 | 1931 | 1936 | 1946 | 1954 | 1962 |
| ---- | ---- | ---- | ---- | ---- | ---- | ---- | ---- | ---- |
| 272  | 217  | 210  | 241  | 241  | 246  | 251  | 229  | 220  |

| 1968 | 1975 | 1982 | 1990 | 1999 | 2006 | 2008 | 2013 | 2018 |
| ---- | ---- | ---- | ---- | ---- | ---- | ---- | ---- | ---- |
| 194  | 169  | 143  | 125  | 124  | 132  | 134  | 117  | 121  |

| 2022 | - | - | - | - | - | - | - | - |
| ---- | - | - | - | - | - | - | - | - |
| 125  | - | - | - | - | - | - | - | - |

## Lieux et monuments

L'église Saint-Aubin.

- L'église Saint-Aubin.